# Marius Chaîne
Marius Chaîne (* 10. August 1873 in Tarascon; † 19. Januar 1960 in Sainte-Marie-du-Désert) war ein französischer katholischer Priester und Orientalist.

## Leben
Marius Chaîne wurde nach Schulzeit und Studium in den Seminaren von Aix-en-Provence am 29. Juni 1897 für diese Diözese zum katholischen Priester geweiht, wechselte jedoch schon wenige Monate später, am 29. September 1897, zu den Jesuiten. Nach dem Noviziat erfuhr er seine weitere Ausbildung in Laval und Saint-Hélier. Danach wirkte er 1901–1904 als Gymnasiallehrer für Geschichte und Geographie an Ordensschulen in Marseille und Kairo. 1904–1905 studierte er an der Faculté Orientale der Université Saint-Joseph in Beirut. Dort unterrichtete er 1905–1908 Koptisch und Äthiopisch, ebenso in Rom 1908–1910 während eines theologischen Aufbaustudiums an der Gregoriana. 1911–1913 setzte er seine orientalistischen Studien in Paris fort. 1913 erhielt er die Professur für Äthiopisch, Koptisch und Ägyptisch am Päpstlichen Bibelinstitut in Rom. Nach nur einem Studienjahr wurde er zu Beginn des Ersten Weltkrieges als Sanitäter eingezogen, später Feldgeistlicher und blieb dies bis 1922. Danach verließ er die Gesellschaft Jesu und wurde am 23. Juni 1922 Weltpriester der Diözese Perpignan. Er zog sich nach Lévignac-sur-Save (Haute-Garonne) zurück und wirkte in seinem Haus „La Clairière“ viele Jahre als Privatgelehrter. Der nahe gelegenen Zisterzienser-Abtei Sainte-Marie-du-Désert fühlte er sich innig verbunden, verbrachte dort die letzten Wochen seines Lebens und ruht auf dem dortigen Klosterfriedhof. Er zählt zu den Großen der europäischen Äthiopistik des 20. Jahrhunderts und schuf ihr Hilfsmittel von bleibender Bedeutung.

## Hauptwerke
- Grammaire éthiopienne. Imprimerie Catholique, Beyrouth 1907. Nouvelle édition 1938.
- Catalogue des manuscrits éthiopiens de la Collection Antoine d’Abbadie. Leroux, Paris 1912.
- Catalogue des manuscrits éthiopiens de la Collection Mondon-Vidailhet. Leroux, Paris 1913.
- Apocrypha de B. Maria Virgine (CSCO 30-40/Aeth. 22-23), Harrassowitz, Lipsiae 1909.
- La chronologie des temps chrétiens de l’Égypte et de l’Éthiopie. Geuthner, Paris 1925.